# Missa solemnis (Bruckner)
La Missa solemnis WAB 29, d'Anton Bruckner és una composició per a veus solistes, cor, orquestra i orgue, basada en la missa ordinària de la litúrgia catòlica.

## Origen i context
Després de la mort de Michael Arneth, Friedrich Mayer va ser nomenat abat del monestir de Sant Florian. La Missa solemnis es va estrenar el 14 de setembre de 1854, el dia de l'elevació de Mayer.
«La Missa solemnis de Bruckner és una suma musical dels primers trenta anys de la seva vida». Robert Führer va veure la partitura i va suggerir a Bruckner d'estudiar amb Simon Sechter. Bruckner va mostrar Sechter la missa i aquest el va acceptar com a alumne. La Missa solemnis va ser l'última gran obra que Bruckner va escriure abans de concloure els seus estudis amb Sechter, que no permetia que els seus estudiants fessin composició lliure mentre estudiaven amb ell.